# رود جوزرود
 رود جوزرود یک رود در حوضه آبریز دریاچه نمک در استان البرز ایران است که از البرز سرچشمه می‌گیرد. این رود در ارتفاع ۱۶۷۷ متری واقع شده است.